# Elle Milano
Elle Milano — британская инди-рок-группа, существовавшая с 2004 по 2008 годы.

## О группе
Коллектив был основан зимой 2004 года в Лестере, Великобритания, на базе Университета де Монфорт, но позже группа переехала в Брайтон.
Дебютный мини-альбом квартета вышел весной 2006 года на лейбле Brighton Electric Music и получил название Swearing’s For Art Students. На сайте Drowned in Sound пластинку оценили высоко (на 8 баллов из 10) и назвали Elle Milano «возможно, наиболее захватывающей группой, которая вырвалась из пригорода…». «Если их живые выступления так же безумны, интересны и беспорядочны, как это, то приведите меня в первый ряд ПРЯМО СЕЙЧАС», — написал Дом Гурлей.
В 2008 году группа выпустила полноценный студийный альбом Acres of Dead Space Cadets. Джуд Кларк из британского издания The Line of Best Fit раскритиковал Elle Milano, обратив внимание на раздражающий и «плаксивый» голос вокалиста Адама Криспа. «Мне, честно говоря, не нравится оставлять такие плохие отзывы об альбоме, созданию которого целая группа людей посвятила кучу времени и сил, но „для меня“ даже простое прослушивание пластинки было довольно тяжёлым наказанием». После выхода альбома группа распалась.

## Музыкальный стиль
Музыканты занимались продюсированием своих песен самостоятельно, записывая их в собственной студии в графстве Кент и стремясь добиться звучания «группы в комнате» и ориентируясь на альбомы Pixies Surfer Rosa и Nirvana In Utero. В раннем творчестве Elle Milano обнаруживалось влияние таких групп, как The Cure, The Smiths, Mogwai, Sonic Youth, The Fall, Blur, Public Image Ltd и Madness, а в более позднем — элементы звучания Girls Aloud, Майкла Джексона, Wu-Tang Clan и Дэнни Эльфмана.

## Состав группы
- Адам Крисп — вокал, гитара
- Хлоя Данфорд — бас, вокал
- Джеймс Хэдли — барабаны, вокал [5]
- Александр Росс Петерсен – гитара, вокал (2004-2007)

## Дискография
- 2006 — Swearing’s for Art Students (EP)
- 2008 — Acres of Dead Space Cadets
- 2008 — Schwanengesang  (EP)